# Edele Confrérie van het Heilig Bloed

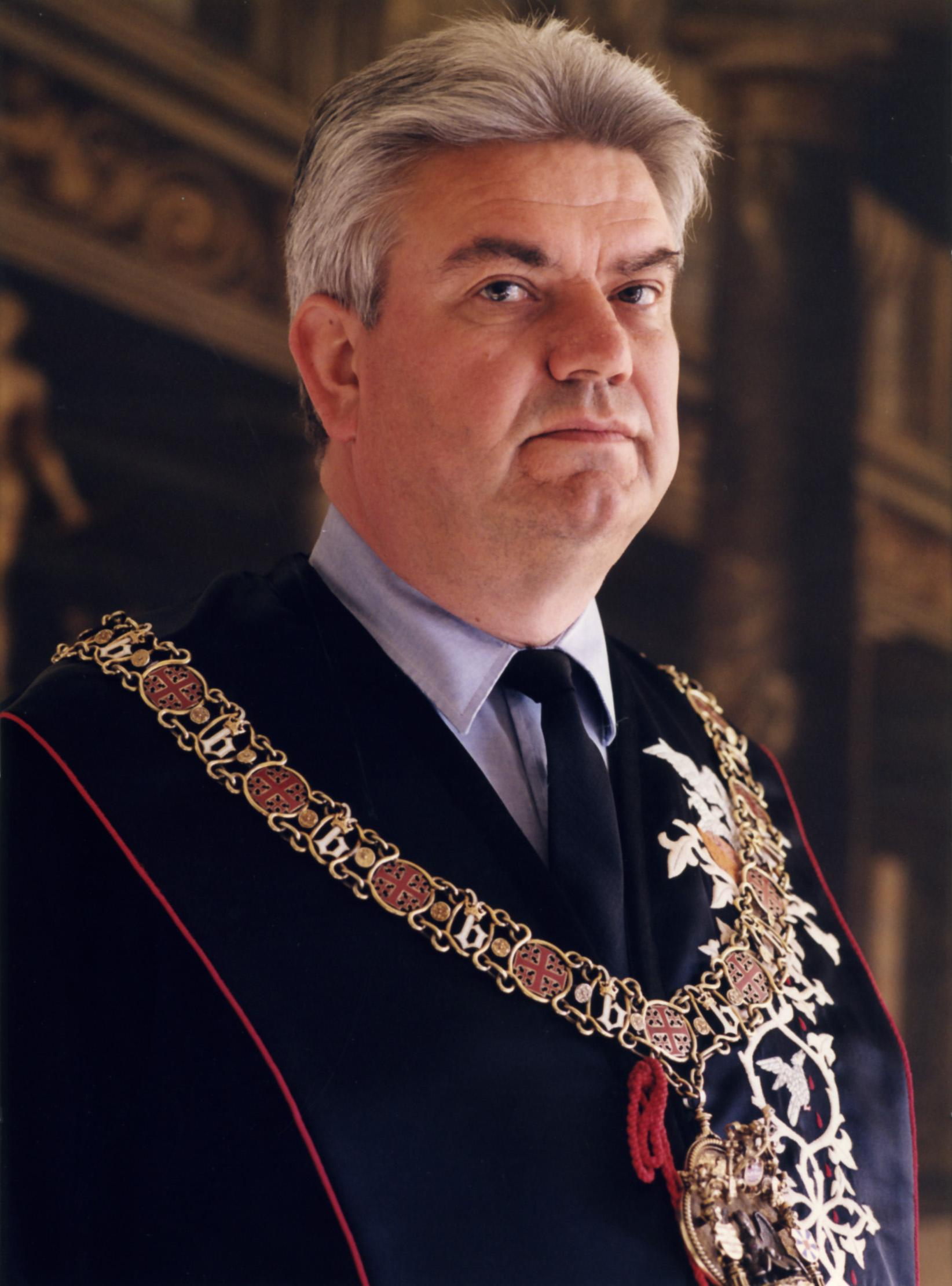
Mr. Pieter Huys (1947-2009) in toga, met de keten als dienstdoend proost van de confrérie

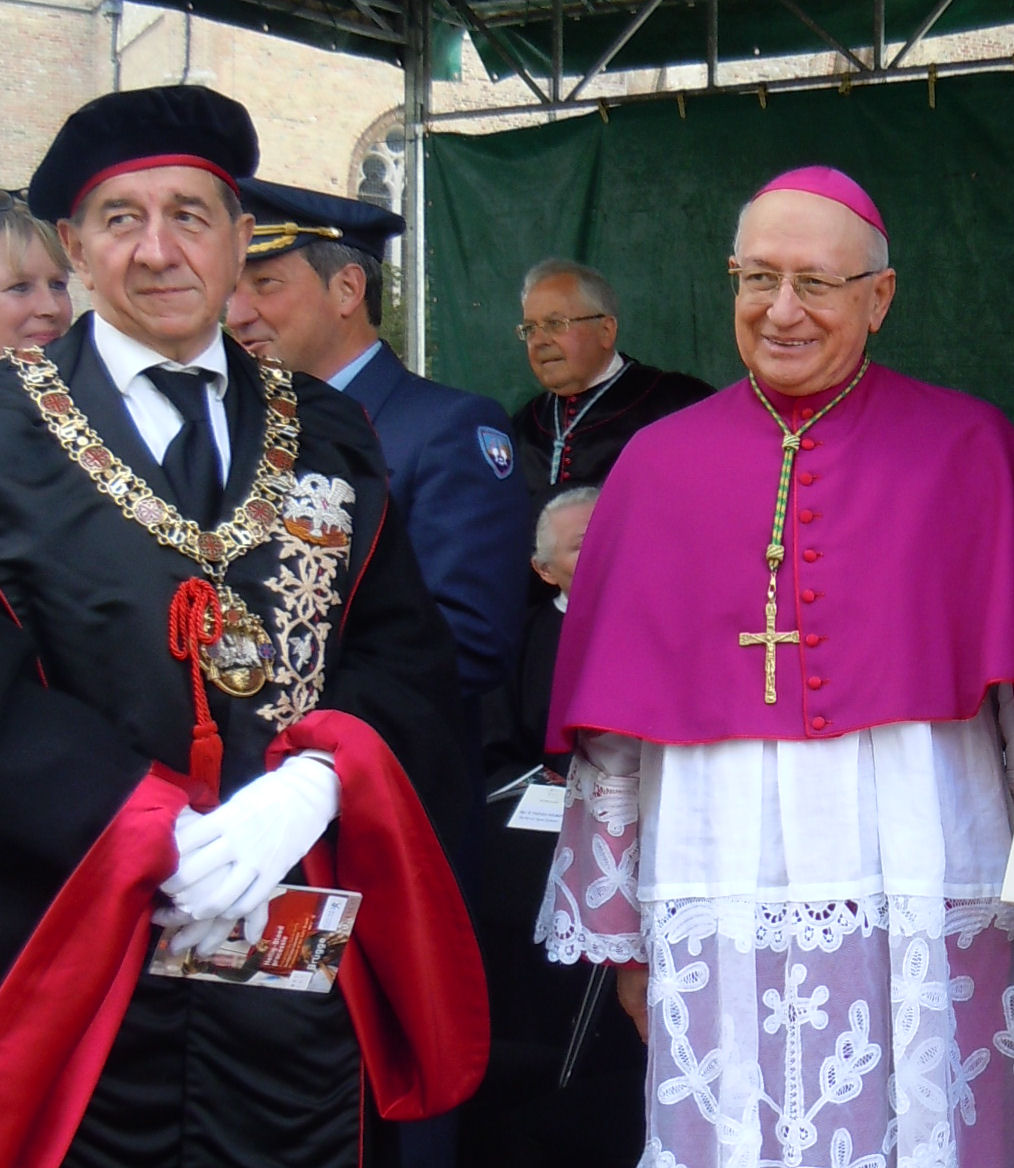
De proost in 2013 William De Groote en Mgr. Berloco (Hemelvaart 2013)

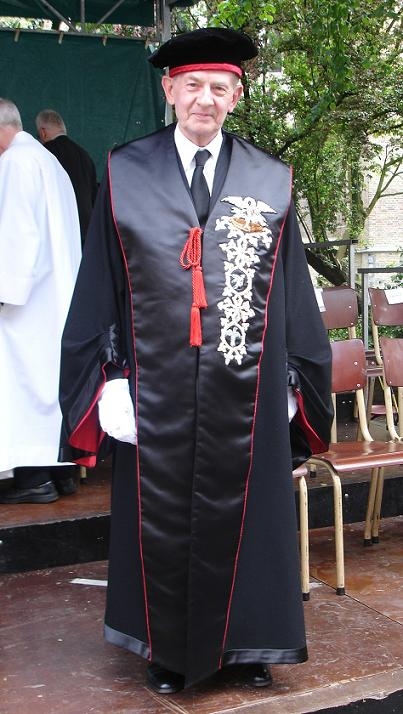
dr. Guy van Renynghe de Voxvrie (1926-2021), bet-achterkleinzoon van burgemeester Jean-Jacques van Zuylen van Nyevelt, in de ceremoniekledij van de Edele Confrérie tijdens de processie in 2006.

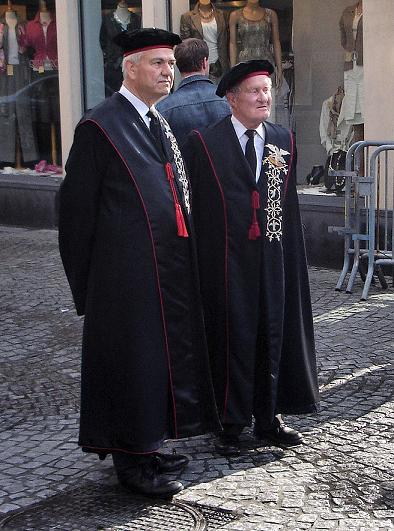
Voor de processie: Pieter Huys en burggraaf Edmond Poullet

De Brugse Edele Confrérie van het Heilig Bloed is een van de oudste nog actieve katholieke broederschappen in België en werd kort na 1400 gesticht.

## Doel en activiteiten
De Confrérie heeft tot doel de relikwie van het Heilig Bloed te bewaren en de verering ervan te bevorderen. Zij organiseert onder meer de jaarlijkse Heilig Bloedprocessie op Hemelvaartsdag, bekend als 'Brugges mooiste dag'. Zij beheert ook het museum van de basiliek. Vier onder haar leden vormen de kerkraad van de basiliek. De 31 leden moeten, volgens een oud document het stelt, "lieden van eere zijn". Destijds moesten ze in Brugge wonen. De woonverplichting werd in de jaren 1970 uitgebreid tot Groot-Brugge en sinds 2000 tot het arrondissement Brugge. Vroeger waren meest alle leden van adel, nu behoren nog slechts een tiental leden tot de adelstand.
De reliek wordt beschermd door de confraters die er tijdens de publieke verering in de basiliek, de wacht bij houden. De proost wordt jaarlijks verkozen, in principe in rangorde van anciënniteit. De proost is te herkennen aan het rijke halssnoer dat hij draagt.
De confraters dragen een zwarte zijden tabbaard waarop het symbool van de confrérie is geborduurd: de pelikaan die haar jongen met haar bloed voedt.

## Vereniging
De Confrérie was eeuwenlang een feitelijke vereniging. Begin 2005 ging ze over tot de stichting van een eerste vereniging zonder winstoogmerk onder de naam Heilig Bloedprocessie vzw met als hoofdzakelijk doel 'het voorbereiden, inrichten, verzorgen en in stand houden van de Heilig Bloedprocessie'. Pieter Huys was tot aan zijn vroegtijdige dood de voorzitter van deze vereniging. Hij werd in de functie opgevolgd door dr. William De Groote. Deze functioneert onafhankelijk van het broederschap en staat in voor de praktische organisatie van de Heilig Bloedprocessie. Algemeen coördinator voor de Heilig Bloedprocessie was tot 2016 Benoit Kevyn; sinds 2017 werd hij opgevolgd door Matthieu Clarysse.
In januari 2016 stichtte ze een tweede vereniging zonder winstoogmerk Edele Confrérie van het Heilig Bloed. Alle leden van de confrérie traden op als stichtende leden. Christiaan Lamoral werd tot voorzitter benoemd.
Het voornemen bestaat om ook een stichting op te richten, waarin de kunstwerken zullen worden ondergebracht die aan de kapel en de confrérie van het Heilig Bloed behoren.

## Pareerkeers
In de loop van 2007 kon de confrérie in Engeland een voorwerp uit haar vroeger patrimonium recupereren. Het gaat om een in 1529 te dateren zogenaamde 'pareerkeers' die in de processie werd meegedragen. De aankoop werd gerealiseerd met giften verzameld door bemiddeling van de Koning Boudewijnstichting. Het object wordt voortaan bewaard in het Museum van de basiliek.

## Werelderfgoed
Op 30 september 2009, tijdens zijn bijeenkomst in Abu Dhabi besliste het intergouvernementeel UNESCO-comité voor de bescherming van het immaterieel erfgoed de Heilig Bloedprocessie op te nemen op de lijst van het immateriële culturele werelderfgoed.

## Leden
De lijst van de leden van de Confrérie, van 1420 tot 1844 staat vermeld in J. Gailliard, Recherches historiques sur la chapelle du Saint-Sang à Bruges (1846). De lijst van de leden vanaf 1819 tot 2010 werd gepubliceerd in het Brugs Ommeland (zie 'Literatuur').
In 1556 heeft Pieter Pourbus op twee panelen de portretten geschilderd van de toenmalige 31 leden van de Confrérie. De panelen worden bewaard in het museum van de Heilige Bloedkapel.
De ledenlijst (met jaar van toetreding) vermeldde in 2023:
- emeritus eerste voorzitter Hof van Cassatie jonkheer Etienne Goethals (1976)
- baron Jean Pierre van Zuylen van Nyevelt (1987) kerkmeester
- Gustave Arnould, kerkmeester (1992)
- Jean van der Haert (1994)
- ridder François de Schietere de Lophem (1997)
- ere-raadsheer Christian Van Damme (2000)
- dr. med. William De Groote (2003), voorzitter vzw Heilig Bloedprocessie (2010)
- Christian Lamoral (2004), voorzitter vzw Edele Confrérie van het Heilig Bloed (2016)
- architect Piet Viérin (2005)
- advocaat Daniël De Clerck (2006)
- Albert de Busschère (2007), kerkmeester
- baron Miguel Gillès de Pelichy (2010)
- ere-conservator Dominique Marechal (2010)
- dr. med. Christian De Vuyst (2010)
- dr. sc. Stan Beernaert (2011)
- baron Thierry van Caloen (2011)
- dr. med. Bruno Lebbe (2011)
- graaf Bernard d'Udekem d'Acoz (2011)
- ere-stadsarchivaris Noël Geirnaert (2013)
- ere-ambassadeur ridder Baudouin de la Kethulle de Ryhove (2014)
- dr. med. Hubert Floré (2015)
- ere-ambassadeur baron Johan Swinnen (2017)
- Luc Bernolet (2017)
- architect Luc Vermeersch (2017)
- rechtbankvoorzitter jonkheer Philippe Joos de ter Beerst (2019)
- Jan Cordonnier (2019)
- Luc Coulier (2020)
- jonkheer Jacques Le Fevere de Ten Hove (2020), kerkmeester
- Françoise Pouilliart (2023), echtgenote Géry d'Ydewalle, eerste vrouw tot lidmaatschap verkozen.
- August Hendrickx (2023)
- Bernard Heintz (2023), oogarts

## Voormalige leden met erelidmaatschap
- binnenhuisarchitect Gustave-Louis D'Hoore (2000, erelid 2022)
- ridder Géry van Outryve d'Ydewalle (2004, erelid 2022)
- Jacques Van der Cruysse (2007, erelid 2022)

## Overleden leden (1990-2023)
Met aanduiding van het jaar van toetreden tot de Confrérie:
- voorzitter van de rechtbank jonkheer Fernand Kesteloot (lid sinds 1966) (1902-1992)
- jonkheer René Verhaegen (lid sinds 1965) (1924-1992)
- jonkheer Albert de Schietere de Lophem (lid sinds 1947) (1910-1992)
- architect Luc Dugardyn (lid sinds 1986) (1926-1994)
- voorzitter handelsrechtbank Etienne Floré (lid sinds 1972) (1911-1994)
- ingenieur Joseph Sioen (lid sinds 1981) (1910-1994)
- baron Henry de Crombrugghe de Looringhe (lid sinds 1936) (1904-1994)
- baron Ernest van Caloen (lid sinds 1937) (1905-1995)
- Ferdinand Storms (lid sinds 1961) (1906-1996)
- ridder Leon van Outryve d'Ydewalle (lid sinds 1947) (1907-1996)
- jonkheer José de Schietere de Lophem (1944) (1913-1996)
- jonkheer François Joos de ter Beerst(1951) (1915-1996)
- handelsrechter Robert Rogival (lid sinds 1983) (1919-1998)
- arrondissementscommissaris Alphonse Botte (lid sinds 1972) (1907-1998)
- voorzitter rechtbank baron Jacques de Crombrugghe de Looringhe (lid sinds 1951) (1911-1998)
- erehoofdconservator jonkheer Aquilin Janssens de Bisthoven (lid sinds 1956) (1915-1999)
- baron Guido Gillès de Pelichy (lid sinds 1954) (1918-1999)
- ridder Jacques van Outryve d'Ydewalle (lid sinds 1954) (1909-2002)
- jonkheer Christian van Caloen de Basseghem (lid sinds 1953) (1911-2003)
- jonkheer Jean Kervyn de Marcke ten Driessche (lid sinds 1934) (1908-2003)
- jonkheer Antoine Goethals (lid sinds 1993) (1921-2005)
- advocaat Paul-Urbain Govaert (lid sinds 2004) (1926-2005)
- baron Benoît Coppieters 't Wallant (lid sinds 1962) (1912-2005)
- jonkheer Christian van de Walle de Ghelcke (lid sinds 1966) (1917-2005)
- dr. med. Paul Van de Calseyde (lid sinds 1981) (1912-2006)
- Ridder Christian de la Kethulle de Ryhove (lid sinds 1966) (Brugge, 3 juli 1917 - 3 mei 2009)
- advocaat Pieter Huys (lid sinds 1992), voorzitter van de vzw Heilig Bloedprocessie (Menen, 29 juni 1947 - Brugge, 8 juli 2009)
- Emile Tytgadt (lid sinds 1994) (Maldegem, 10 augustus 1923 - Brugge, 29 november 2009)
- dr. med. Hubert Ronse de Craene (lid sinds 1997) (Ieper, 12 november 1928 - Brugge, 31 januari 2010)
- advocaat Jacques Van der Ghote (lid sinds 1997) (Brugge, 1 juli 1923 - 24 september 2010)
- advocaat Paul Ducheyne (lid sinds 1993) (Brugge, 13 mei 1925 - 20 januari 2011)
- jonkheer Thierry Coppieters (lid sinds 1959, erelid 2010) (Loppem, 22 maart 1920 - Brugge, 28 oktober 2011)
- ere-stadssecretaris Joseph Bernolet (lid sinds 1973, erelid 2011) (Brugge, 27 augustus 1914 - 23 september 2012)
- jonkheer Ludovic Deudon de le Vielleuze (lid sinds 1989, erelid 2011) (Etterbeek, 30 augustus 1928 - Overijse, 28 juli 2015)
- ere-advocaat ridder Fernand Traen (lid sinds 1999) (Brugge, 2 november 1930 - 22 juni 2016)
- rechter Hendrik Danneels (lid sinds 2000) (Kanegem, 11 mei 1947 - Brugge, 20 maart 2017)
- wisselagent Marc Weghsteen (lid sinds 1999, erelid sinds 2012) (Brugge, 14 augustus 1931 - 4 januari 2018)
- ere-notaris Frans Bouckaert (lid sinds 1996, erelid 2013) (Gent, 4 december 1934 - Brugge, 31 januari 2018)
- ere-notaris Pierre Soenen (Brugge, 22 maart 1935 - 3 september 2018), kerkmeester (lid sinds 1995), voorzitter van de Kamer van notarissen van West-Vlaanderen, voorzitter van de kerkfabriek van Sint-Annakerk, lid van de Société Littéraire, lid van de serviceclub Wending.
- baron Humbert Pecsteen (Ruddervoorde, 17 mei 1930 - Brugge, 3 februari 2019), penningmeester, kerkmeester (lid sinds 1986)
- viceadmiraal burggraaf Edmond Poullet  (Ukkel, 17 augustus 1928 - Brugge, 9 oktober 2020), (lid sinds 1992)
- dr. med. Guy van Renynghe de Voxvrie (Elsene, 4 december 1926 - Brugge, 15 mei 2021), (lid sinds 1994, erelid 2015)
- kapitein-ter-zee Theo Nevens (Essene, 13 augustus 1927 - Brugge, 5 september 2021) (lid sinds 1993, erelid 2020)
- baron Yves Kervyn de Volkaersbeke (Brugge, 1 oktober 1933 - Sint-Andries/Brugge, 6 juli 2023) (lid sinds 1983, erelid 2017)

## Voetnota
1. ↑  De oudste actieve broederschap is die van Onze-Lieve-Vrouw Virga Jesse in Hasselt, Zie: Confrerie Onze Lieve Vrouw Virga Jesse

de basiliek · het reliek · de processie · de Edele Confrérie